# Wim De Coninck
Wim De Coninck (Deinze, 23 juni 1959) is een Belgische voetbalanalist en gewezen voetballer. Hij was als doelman actief bij onder meer KSV Waregem en Antwerp FC. Momenteel is hij voetbalanalist in dienst van zender Proximus 11.

## Carrière als speler

### Jeugd
Wim De Coninck groeide op in Baarle, een deelgemeente van het Oost-Vlaamse Drongen. Hij groeide op in een gezin met zes broers en drie zussen. Op jonge leeftijd sloot hij zich aan bij het plaatselijke FC Baarle, hoewel wielrennen zijn grote passie was. De van Drongen afkomstige wielrenner Walter Godefroot was zijn idool. In 1975 maakte de 16-jarige De Coninck de overstap naar de jeugd van KSV Waregem. Ook zijn broers Carlos en Emmanuel (Manu) zouden door de West-Vlamingen worden overgenomen.

### KSV Waregem
De Coninck was aanvankelijk de doublure van de Nederlandse keeper René de Jong. In het seizoen 1978/79 maakte de 19-jarige doelman zijn officieel debuut voor Waregem. Pas in 1980, na het vertrek van De Jong naar RSC Anderlecht, werd hij onder trainer Hans Croon de eerste doelman van Waregem. Een jaar later werd de Hongaar Sándor Popovics coach van de West-Vlaamse club en bereikte Waregem de bekerfinale, waarin het met 2-0 verloor van THOR Waterschei. Na het seizoen 1982/83, waarin Waregem tegen de degradatie moest strijden, werd Popovics opgevolgd door Urbain Haesaert.
Onder trainer Haesaert en dankzij spelers als De Coninck, Philippe Desmet, Danny Veyt en de broers Marc en Luc Millecamps groeide Waregem midden jaren 80 uit tot een Belgische subtopper. De meeste spelers waren in die periode neo-prof en hadden naast het voetbal nog een baan. De Coninck zelf, die regent lichamelijke opvoeding was, stond in het onderwijs. Desondanks werd Waregem in het seizoen 1984/85 vierde in de competitie. Daardoor mochten De Coninck en zijn ploeggenoten een seizoen later voor het eerst deelnemen aan de UEFA Cup. Het bescheiden Waregem schakelde eerst zonder veel moeite het Deense Aarhus uit en wipte nadien ook het Spaanse Osasuna uit het toernooi. In de 1/8 finale volgde de Italiaanse topclub AC Milan, dat beschikte over klinkende namen als Paolo Maldini, Franco Baresi, Mauro Tassotti en Paolo Rossi. In het Regenboogstadion in Waregem werd het 1-1, de terugwedstrijd in San Siro werd verrassend met 2-3 gewonnen na een omstreden strafschopfase in het voordeel van de West-Vlamingen. In de kwartfinale trof Waregem het Joegoslavische Hajduk Split. De heenwedstrijd werd met 1-0 verloren, maar in de terugwedstrijd won Waregem met dezelfde cijfers na een doelpunt van Luvila Mutombo. In de verlengingen werd er niet meer gescoord en dus volgden er strafschoppen. De Coninck zette de voorlaatste penalty zelf om voor Waregem en stopte vervolgens de laatste elfmeter van Hajduk. In de halve finale van de UEFA Cup werden de West-Vlaamse neo-profs uitgeschakeld door het FC Köln van trainer Georg Keßler.
Door het feit dat Waregem in de jaren 80 tot de Belgische subtop behoorde, schopten verscheidene spelers van de club het tot de nationale ploeg. De Coninck, die in totaal zeven keer geselecteerd werd door bondscoach Guy Thys, kwam door de concurrentie van Jean-Marie Pfaff, Michel Preud'homme, Gilbert Bodart en Jacky Munaron nooit aan spelen toe bij Rode Duivels. In 1984 mocht hij van Thys wel mee naar het EK in Frankrijk. De Coninck was tijdens het toernooi derde doelman na Pfaff en Munaron.

### Antwerp FC
In 1987 werd De Coninck full-prof en verhuisde hij naar Antwerp FC, waar hij met Georg Kessler en Hans-Peter Lehnhoff de vroegere trainer en spelverdeler van FC Köln terugvond. Ondanks de concurrentie van de Joegoslavische keeper Ratko Svilar werd De Coninck onder Kessler de eerste doelman van Antwerp. In zijn eerste seizoen voor The Great Old werd de club derde in de competitie. Ook in de twee volgende seizoenen eindigde Antwerp, dat naast De Coninck en Lehnhoff ook over talentvolle spelers als Nico Claesen, Alex Czerniatynski en Rudi Smidts beschikte, telkens in de top vijf.
In 1989 nam trainer Dimitri Davidović het roer over en kreeg doelman Ratko Svilar opnieuw meer speelkansen. De inmiddels 30-jarige De Coninck verdween echter niet volledig uit beeld. Door blessures van Svilar en de komst van trainer Walter Meeuws in 1991 werd Wim De Coninck opnieuw de eerste doelman, hoewel de club met Stevan Stojanović nog een ervaren keeper aantrok. Maar na een pijnlijke 2-8 nederlaag tegen Germinal Ekeren op 15 februari 1992 speelde De Coninck zijn plaats onder de lat kwijt. Antwerp won dat jaar de beker na een spannende finale waarin Svilar zich ontpopte tot de penaltyheld. In het seizoen 1992/93 bereikte Antwerp de finale van de Europacup II, maar kwam De Coninck nog amper aan spelen toe.

### Einde carrière
In de zomer van 1993 volgde hij trainer Walter Meeuws naar AA Gent. De Coninck, die al sinds 1983 in Gent woonde, werd bij de Buffalo's derde doelman na Zsolt Petry en Patrick Deman. Hij werd er ook trainer van de reserven en assistent van Lei Clijsters. Zonder ooit een competitie- of bekerwedstrijd voor Gent te hebben gespeeld, stapte hij in 1996 over naar Anderlecht. Daar werd hij derde doelman na Filip De Wilde en Frédéric Herpoel. Na het vertrek van Herpoel en de komst van Geert De Vlieger en Zvonko Milojević werd hij een jaar later zelfs vierde doelman. Na drie seizoenen verkaste De Coninck naar Eendracht Aalst. Daar werd hij de assistent van trainer Barry Hulshoff, keeperstrainer, beloftencoach en derde doelman na Jan van Steenberghe en Vladan Kujović. In 2000 zette de 41-jarige doelman een punt achter zijn spelerscarrière.

## Statistieken
| Seizoen | Club            | Land    | Competitie    | Wed. | Goals |
| ------- | --------------- | ------- | ------------- | ---- | ----- |
| 1978/79 | KSV Waregem     | België  | Eerste Klasse | 3    | 0     |
| 1979/80 | KSV Waregem     | België  | Eerste Klasse | 9    | 0     |
| 1980/81 | KSV Waregem     | België  | Eerste Klasse | 31   | 0     |
| 1981/82 | KSV Waregem     | België  | Eerste Klasse | 34   | 0     |
| 1982/83 | KSV Waregem     | België  | Eerste Klasse | 34   | 0     |
| 1983/84 | KSV Waregem     | België  | Eerste Klasse | 34   | 0     |
| 1984/85 | KSV Waregem     | België  | Eerste Klasse | 33   | 0     |
| 1985/86 | KSV Waregem     | België  | Eerste Klasse | 34   | 0     |
| 1986/87 | KSV Waregem     | België  | Eerste Klasse | 34   | 0     |
| 1987/88 | Antwerp FC      | België  | Eerste Klasse | 33   | 0     |
| 1988/89 | Antwerp FC      | België  | Eerste Klasse | 30   | 0     |
| 1989/90 | Antwerp FC      | België  | Eerste Klasse | 14   | 0     |
| 1990/91 | Antwerp FC      | België  | Eerste Klasse | 21   | 0     |
| 1991/92 | Antwerp FC      | België  | Eerste Klasse | 18   | 0     |
| 1992/93 | Antwerp FC      | België  | Eerste Klasse | 2    | 0     |
| 1993/94 | AA Gent         | België  | Eerste Klasse | 0    | 0     |
| 1994/95 | AA Gent         | België  | Eerste Klasse | 0    | 0     |
| 1995/96 | AA Gent         | België  | Eerste Klasse | 0    | 0     |
| 1996/97 | RSC Anderlecht  | België  | Eerste Klasse | 0    | 0     |
| 1997/98 | RSC Anderlecht  | België  | Eerste Klasse | 0    | 0     |
| 1998/99 | RSC Anderlecht  | België  | Eerste Klasse | 0    | 0     |
| 1999/00 | Eendracht Aalst | België  | Eerste Klasse | 0    | 0     |
| Totaal: | Totaal:         | Totaal: | Totaal:       | 364  | 0     |

## Carrière als trainer en tv-analist
Na het beëindigen van zijn loopbaan als speler volgde hij Barry Hulshoff op als hoofdcoach van Eendracht Aalst. In zijn eerste seizoen als trainer beschikte De Coninck over spelers als Kris Temmerman, David Van Hoyweghen, Bjorn De Wilde, Gunter Thiebaut en Predrag Filipović, maar slaagde hij er niet in om Eendracht Aalst naar een veilige plaats in de middenmoot te loodsen. De Ajuinen streden een seizoen lang tegen de degradatie. In april 2001, op vier speeldagen van het einde, werd De Coninck ontslagen en vervangen door Manu Ferrera. Aalst sloot het seizoen af op de zestiende plaats, net boven de degradatiezone. Enkele maanden voor zijn ontslag was hij een kandidaat om trainer te worden van KRC Genk.
Voor aanvang van het seizoen 2001/02 werd De Coninck benoemd als coach van Antwerp. De gewezen doelman van The Great Old, die tijdens het seizoen zijn Pro Licence-diploma behaalde, volgde Regi Van Acker op. Net als een jaar eerder met Aalst streed De Coninck ook met Antwerp tegen de degradatie. In januari 2002 werd hij aan de deur gezet en opgevolgd door de Nederlander Henk Houwaart.
Na zijn twee onsuccesvolle pogingen als hoofdcoach ging De Coninck aan de slag als voetbalanalist. Zo was hij te zien op Canal+, VT4 (tijdens het WK 2006) en Belgacom TV. In 2008 verliet hij Belgacom TV om sportief directeur te worden van KSV Roeselare. Hij trad bij de West-Vlaamse club in de voetsporen van Hans Galjé. In korte tijd trok hij veertien spelers aan. Na enkele maanden als sportief directeur keerde hij terug naar zijn baan als analist. In 2011 werd De Coninck door een supporter van Standard geslagen na een wedstrijd tussen Standard en KRC Genk.
Sinds 2014 is De Coninck ook te zien als analist in het voetbalprogramma Stadion op de commerciële zender vtm. Als voetbalanalist wist Wim De Coninck het verhitte debat rond het experiment van de play-offs in de Jupiler Pro League tijdens het seizoen 2010-11 als volgt samen te vatten: "De waarheid van vandaag is morgen een leugen in play-off 1." Twee jaar later herhaalde collega-analist Peter Vandenbempt dezelfde stelling om de situatie in play-off 1 tijdens het seizoen 2012-13 te omschrijven,.

## Erelijst

### Als speler
| Nationaal        |    |      |
| Beker van België | 1x | 1992 |

1 Pfaff ·
2 Grün ·
3 Lambrichts ·
4 Clijsters ·
5 De Wolf ·
6 Vercauteren ·
7 Vandereycken ·
8 Claesen ·
9 Vandenbergh ·
10 Coeck ·
11 Ceulemans  ·
12 Munaron ·
13 Baecke ·
14 De Greef ·
15 Verheyen ·
16 Scifo ·
17 Voordeckers ·
18 Czerniatynski ·
19 Mommens ·
20 De Coninck ·
Coach: Thys